# Raul Soares
Raul Soares è un comune del Brasile nello Stato del Minas Gerais, parte della mesoregione della Zona da Mata e della microregione di Ponte Nova.
Deve il suo nome a Raul Soares de Moura, governatore dello Stato di Minas Gerais dal 1922 al 1926.